# Jozef Miloslav Hurban
Jozef Ľudovít Miloslav Hurban (Beckó, 1817. március 19. – Luboka, 1888. február 21.) evangélikus lelkész, író, újságíró, politikus, a szlovák nemzeti mozgalom szervezője, a Szlovák Nemzetgyűlés első elnöke.

## Élete
1848-ban szlovák népfelkelőket toborzott, és Bécs támogatásával sikertelen harcot vezetett a magyar szabadságharccal szemben. A vereség után cseh területre menekült. A Bach abszolutizmus alatt megfigyelés alatt tartották és a politikai életből félreállították. 1869-ben államellenes cikkeiért 6 hónapra, 1875-ben újabbért 3 hónap fogságra ítélték.

## Emléke

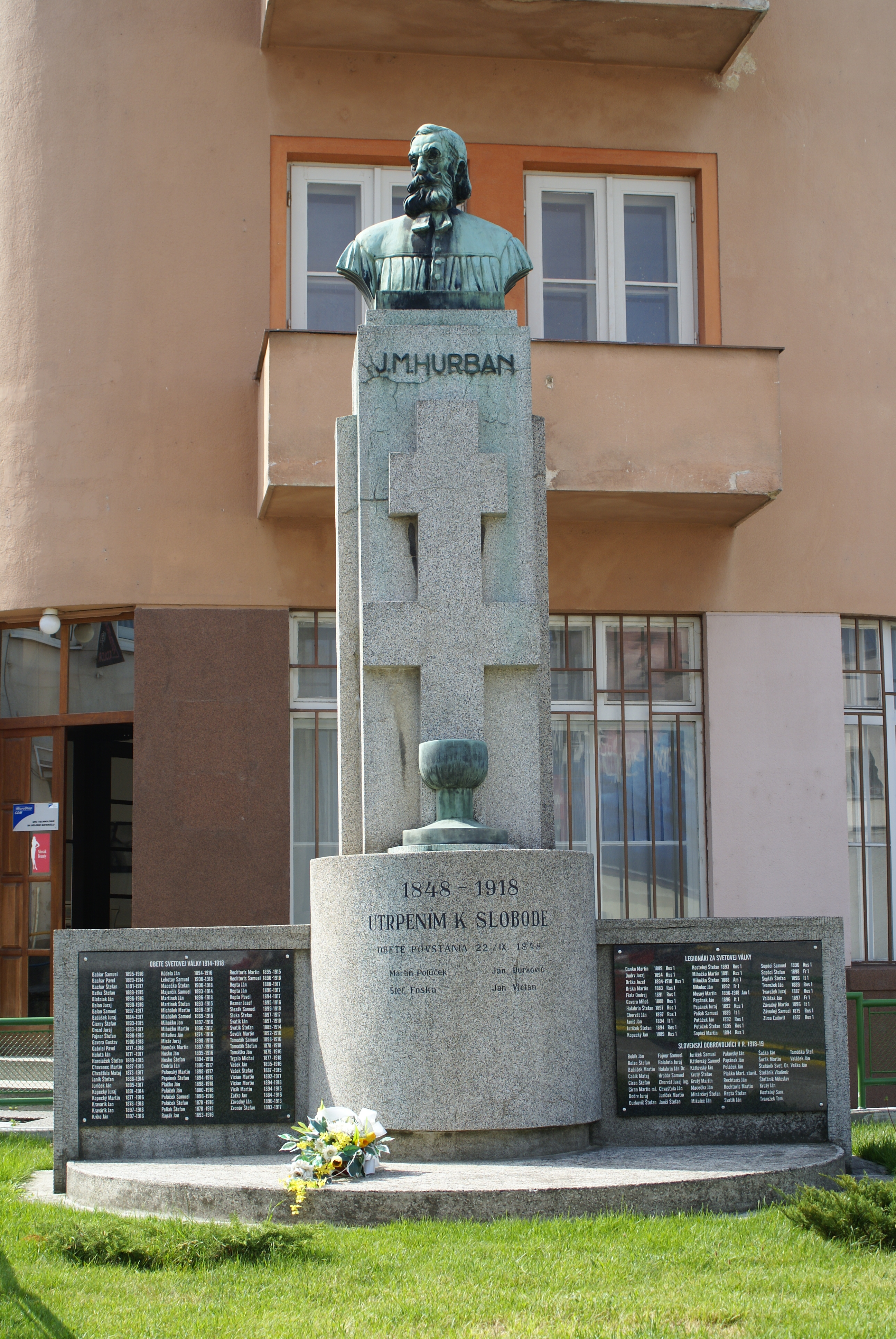
Berezó
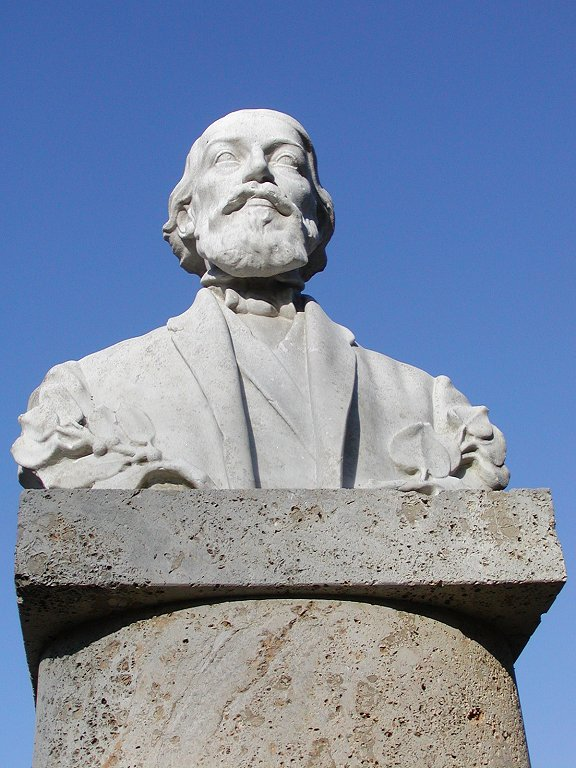
Vágújhely

- 1892-ben gyűjtésből síremléket állítottak neki
- 3730 Hurban kisbolygó
- 1948-ban Ógyalla új szlovák nevét róla kapta